# بروميليا أنبوبية
بروميليا أنبوبية (الاسم العلمي: Bromelia tubulosa) هو نوع نباتي يتبع جنس البروميليا من فصيلة البروميلية.